# Ernest Douglas
Ernest Douglas (Mansfield, Ohio, 10 d'abril de 1864 - 1957) fou un músic i musicògraf estatunidenc. A Boston fou deixeble de Whitney, Bargiel i Raif a Berlín i de Joseph Bridge en l'Abadia de Westminster (Londres). Fou organista i director de música en la Facultat de Teologia de St. John de Cambridge (Massachusetts), organista i mestre d'escola de la Pro-catedral de Sant Pau de Los Angeles (Califòrnia) i autor de:
- Method of Organ Playing;
- Plain Song Service Book;
- Exercises for Training the Boy's Voice;
- Prelude and Allegro, quasi Fantasia for Organ;
- Organ and Arrangement.